# 美国联邦标准1037C
美国联邦标准1037C（英語：Federal Standard 1037C），完整名称为《电信：电信专业术语》（英語：Telecommunications: Glossary of Telecommunication Terms），是一项美国指定的标准，联邦总务管理局依照1949年颁发的产权和管理服务修改制定。
本文档为美国部门和机构提供了较全面的国际和美国电信相关领域专家使用的术语定义。
虽然这个文档是一个政府出版物，主要是作为公共资源，但是也有几项来自受版权保护的条目：在这种情况下就产生了资源的归属问题。
2001年该标准被美国国家标准T1.523 - 2001取代，电信术语表2000，由ATIS出版。旧的标准仍然经常被使用，因为新标准不是公共资源。
目前最新提出的标准是“ATIS电信术语表2012”， ATIS 0700012-2012。